# NGC 688
NGC 688 ist eine Balkenspiralgalaxie mit hoher Sternentstehungsrate vom Hubble-Typ SBb im Sternbild Dreieck am Nordsternhimmel. Sie ist schätzungsweise 191 Millionen Lichtjahre von der Milchstraße entfernt und hat einen Durchmesser von etwa 130.000 Lj.
Im selben Himmelsareal befinden sich u. a. die Galaxien NGC 669, NGC 700, NGC 679, IC 1732.
Das Objekt wurde am 16. September 1865 von dem deutsch-dänischen Astronomen Heinrich Louis d’Arrest entdeckt.